# Montagne de Reims
Montagne de Reims je geomorfologický celek ve Francii. Nachází se v regionu Grand Est mezi městy Remeš a Épernay a je součástí Pařížské pánve. Kuesta vyčnívá nad okolní rovinu až o 200 metrů a jejím nejvyšším bodem je Mont Sinaï s nadmořskou výškou 286 m. Měří zhruba 30 km na délku a 10 km na šířku a převládá zde vápenec. Podnebí má kontinentální charakter. 
Nacházejí se zde vinice, kde se pěstují hrozny na výrobu šampaňského vína s označením Appellation d'origine contrôlée. Významnými vinařskými obcemi jsou Vezernay, Ludes a Ambonnay, v oblasti převládají odrůdy Rulandské modré a Chardonnay.
V regionu se vyskytuje prase divoké, srnec obecný, kočka divoká, jezevec lesní, netopýr velký, ještěrka obecná a skokan štíhlý. V roce 1976 zde byl zřízen přírodní park o rozloze 630 km², kde žije 59 druhů hmyzu, 36 druhů savců a 22 druhů ryb. Místní dubové, habrové a jasanové lesy byly zdrojem dřevěného uhlí. Lokalita Fau de Verzy je proslulá díky bizarně pokrouceným zakrslým bukům lesním.